# Carole Wilkinson
Carole Wilkinson, född 1950 i Derby i England, är en brittisk barnboksförfattare, mest känd för boken Drakväktaren som fick många priser.
Wilkinsons familj flyttade till Australien när hon var 12 år gammal. Fram till 30-årsåldern arbetade hon som assistent i ett laboratorium innan hon bytte yrke. Redan under tiden vid universitetet skrev hon mindre berättelser och visade en av dem för en vän som arbetade på ett förlag. Detta manuskript blev senare Wilkinsons första bok för tonåringar.
Sedan dess har hon publicerat flera böcker för barn och ungdomar. Hon skriver även korta historier för australisk barn-TV.

### Drakväktaren-serien
- Dragon Keeper (2003, svenska: Drakväktaren 2005)
- Garden of the Purple Dragon (2005, svenska: Purpurdraken 2006)
- Dragon Moon (2007, svenska: Drakmåne 2008)

### Ramose-serien
- Ramose: Prince in Exile (2003)
- Ramose and the Tomb Robbers (2003)
- Ramose: Sting of the Scorpion (2006)
- Ramose: Wrath of Ra (2006)

### The Drum-serien
- Black Snake (2002)
- Fire in the Belly (2004)
- Alexander the Great (2004)

### Andra böcker
- Stagefright (1996)
- Deepwater (1999)
- Out of Orbit (1999)
- Bertrand's Quest (2000)
- Knight's Progress (2000)
- Watery Graves (2000)
- Careless Wishes (2001)